# Lathone Collie-Minns
Lathone Collie-Minns (Nassau, 10 marzo 1994) è un triplista bahamense.

## Biografia
Fratello gemello di Latario, ha gareggiato in numerose competizioni soprattutto locali al suo fianco. 
È nipote del velocista George Collie, che corse i 100 e i 200 metri piani ai Giochi olimpici di Tokyo 1964.

## Palmarès
| Anno | Manifestazione              | Sede          | Evento       | Risultato | Prestazione | Note |
| ---- | --------------------------- | ------------- | ------------ | --------- | ----------- | ---- |
| 2010 | Giochi CARIFTA U17          | George Town   | Salto triplo | Oro       | 14,86 m     |      |
| 2010 | Campionati CAC juniores     | Santo Domingo | Salto triplo | Oro       | 15,20 m     |      |
| 2010 | Giochi olimpici giovanili   | Singapore     | Salto triplo | 10º (q)   | 14,66 m     |      |
| 2011 | Giochi CARIFTA U20          | Montego Bay   | Salto triplo | Argento   | 15,24 m     |      |
| 2011 | Mondiali allievi            | Lilla         | Salto triplo | Bronzo    | 15,51 m     |      |
| 2011 | Campionati panamericani U20 | Miramar       | Salto triplo | 6º        | 15,44 m     |      |
| 2012 | Giochi CARIFTA U20          | Hamilton      | Salto triplo | Argento   | 15,55 m     |      |
| 2012 | Campionati CAC              | San Salvador  | Salto triplo | Argento   | 16,06 m     |      |
| 2012 | Mondiali juniores           | Barcellona    | Salto triplo | 28º (q)   | 13,30 m     |      |
| 2014 | Giochi del Commonwealth     | Glasgow       | Salto triplo | 17º (q)   | 15,03 m     |      |
| 2014 | Campionati NACAC under 23   | Kamloops      | Salto triplo | Bronzo    | 15,86 m     |      |
| 2014 | Giochi CAC                  | Veracruz      | Salto triplo | 9º        | 15,18 m     |      |
| 2016 | Campionati NACAC under 23   | San Salvador  | Salto triplo | Argento   | 15,80 m     |      |
| 2019 | Giochi panamericani         | Lima          | Salto triplo | 11º       | 15,78 m     |      |
| 2019 | Mondiali                    | Doha          | Salto triplo | 30º (q)   | 15,89 m     |      |